# European Open (теніс)
European Open, Відкритий чемпіонат Європи — міжнародний чоловічий професійний тенісний турнір. Проводиться на закритих кортах з твердим покриттям, є частиною серії Туру ATP 250. Турнір відбувається в бельгійському Антверпені з 2016 року.

## Фінали

### Одиночний розряд
| Рік  | Чемпіон               | Фіналіст        | Рахунок                 |
| ---- | --------------------- | --------------- | ----------------------- |
| 2016 | Рішар Гаске           | Дієго Шварцман  | 7−6(7−4), 6−1           |
| 2017 | Жо-Вілфрід Тсонга     | Дієго Шварцман  | 6−3, 7−5                |
| 2018 | Кайл Едмунд           | Гаель Монфіс    | 3–6, 7–6(7–2), 7–6(7–4) |
| 2019 | Енді Маррей           | Стен Вавринка   | 3–6, 6–4, 6–4           |
| 2020 | Юго Енбер             | Алекс де Мінор  | 6–1, 7–6(7–4)           |
| 2021 | Яннік Сіннер          | Дієго Шварцман  | 6−2, 6−2                |
| 2022 | Фелікс Оже-Аліассім   | Себастьян Корда | 6−3, 6−4                |
| 2023 | Олександр Бублик      | Артюр Фіс       | 6−4, 6−4                |
| 2024 | Роберто Баутіста Аґут | Їржі Легечка    | 7–5, 6–1                |

### Парний розряд
| Рік  | Чемпіони                               | Фіналісти                           | Рахунок               |
| ---- | -------------------------------------- | ----------------------------------- | --------------------- |
| 2016 | Деніел Нестор Едуар Роже-Васслен       | П\'єр-Юг Ербер Ніколя Маю           | 6–4, 6–4              |
| 2017 | Скотт Ліпскі Дівідж Шаран              | Сантьяго Гонсалес Хуліо Перальта    | 6–4, 2–6, [10–5]      |
| 2018 | Ніколя Маю Едуар Роже-Васслен (2)      | Марсело Демолінер Сантьяго Гонсалес | 6–4, 7–5              |
| 2019 | Кевін Кравіц Андреас Міс               | Ражів Рам Джо Солсбері              | 7–6(7–1), 6–3         |
| 2020 | Джон Пірс Майкл Вінус                  | Роган Бопанна Матве Мідделкоп       | 6–3, 6–4              |
| 2021 | Ніколя Маю (2) Фабріс Мартен           | Веслі Колгоф Жан-Жульєн Роєр        | 6–0, 6–1              |
| 2022 | Таллон Ґрікспор Ботік ван де Зандсгулп | Роган Бопанна Матве Мідделкоп       | 3–6, 6–3, [10–5]      |
| 2023 | Петрос Ціціпас Стефанос Ціціпас        | Аріель Беар Адам Павласек           | 6–7(5–7), 6–4, [10–8] |
| 2024 | Александер Ерлер Лукас Мідлер          | Robert Galloway Олександр Недовєсов | 6–4, 1–6, [10–8]      |